# Copestylum mus
Copestylum mus là một loài ruồi trong họ Ruồi giả ong (Syrphidae). Loài này được Williston mô tả khoa học đầu tiên năm 1888. Copestylum mus phân bố ở vùng Tân Nhiệt đới